# Trinidad von Scholtz Hermensdorff
Trinidad von Scholtz-Hermensdorff (Málaga, 11 de noviembre de 1857 - Viena, 28 de abril de 1937), fue una mecenas, coleccionista y aristócrata española de la llamada oligarquía de la Alameda, que ostentó el título de Duquesa de Parcent. Fue una de las primeras mujeres que ocuparon escaño en España, aunque no bajo un régimen democrático, sino que fue designada por el dictador militar Primo de Rivera en 1927.

## Biografía
Hija de Enrique Guillermo de Scholtz y Caravaca, I Marqués de Belvís de las Navas, y de María Matilde von Beer y Grund.  Por vía paterna, descendía del berlinés Christian Friedrich Schlotz, establecido en Málaga a finales del siglo XVIII. Su padre fue cónsul de Dinamarca en Málaga, cargo desarrollado por otros miembros de su familia. También estuvo muy relacionado con el medio musical de la ciudad y la propia Trinidad tocó el piano en conciertos en su juventud. Casó con Manuel de Yturbe y del Villar, diplomático mexicano. De este matrimonio tendría una hija: María de la Piedad (más conocida como Piedita) Iturbe, casada en 1921 con el príncipe Maximiliano Eugenio de Hohenlohe-Langenburg.  
Tras quedar viuda en 1904, se casó en 1914 con Fernando de la Cerda y Carvajal, IX Conde y I Duque de Parcent y X Conde de Contamina. Trinidad Scholtz von Hermensdoff era tía carnal de Ricardo Soriano, Marqués de Ivanrey, y abuela del Príncipe Alfonso de Hohenlohe-Langebourg.  
Gran aficionada al arte, coleccionó importantes piezas en sus viviendas de Ronda, la casa del Rey Moro, y Madrid, el palacio de Guadalcázar, a las que también convirtió en lugares de tertulia intelectual. De entre sus colecciones destaca la de primitivos españoles, catalogada por Elías Tormo en 1911.
Ideó la creación de la Sociedad Española de Amigos del Arte con la finalidad de promover las industrias artesanales españolas, organizar exposiciones y favorecer las donaciones a los museos, logrando la colaboración de personajes como Eduardo Dato, el pintor Moreno Carbonero y el historiador Menéndez Pelayo. La exposiciones de la Sociedad tuvieron un gran éxito, lo que favoreció la producción de cerámica con el auge de fábricas como las de Talavera, Fajalauza y Manises; muebles, consiguiendo desplazar el gusto francés en favor del español; rejería; tejidos; abanicos, etc, siendo especialmente notable la Exposición del Traje Regional e Histórico de 1925 que daría lugar a la creación del Museo del Traje de Madrid.
Fue miembro de la Asamblea Nacional Consultiva durante la dictadura de Primo de Rivera.
En Ronda creó el «Centro Benéfico Docente de Ronda», especie de Escuela de Artes y Oficios, donde se llevaron maestros para difundir las manufacturas antiguas españolas.
Falleció en el Hotel Imperial de Viena el 28 de abril de 1937.

## Distinciones honoríficas
- Dama de la Orden de las Damas Nobles de la reina María Luisa. (26 de mayo de 1908,  Reino de España)[18]